# Dysidea septosa
Dysidea septosa är en svampdjursart som först beskrevs av Jean-Baptiste Lamarck 1814.  Dysidea septosa ingår i släktet Dysidea och familjen Dysideidae. Inga underarter finns listade i Catalogue of Life.